# Puchar Interkontynentalny w Lekkoatletyce 2018 – skok wzwyż mężczyzn
Skok wzwyż mężczyzn – jedna z konkurencji technicznych rozgrywana w ramach lekkoatletycznyego pucharu interkontynentalnego na Stadionie miejskim w Ostrawie-Witkowicach.

## Terminarz
Źródło: worldathletics.org.
| Data       | Godzina |
| ---------- | ------- |
| 8 września | 14:35   |

## Rekordy
Tabela prezentuje rekord świata, rekord pucharu interkontynentalnego, rekordy kontynentów oraz najlepszy wynik na listach światowych w sezonie 2018 przed rozpoczęciem mistrzostw.
|                                     | Zawodnik           | Wynik | Miejsce        | Data                      |
| ----------------------------------- | ------------------ | ----- | -------------- | ------------------------- |
| Rekord świata                       | Javier Sotomayor   | 2,45  | Salamanka      | 27 lipca 1993(dts)        |
| Listy światowe                      | Mutazz Isa Barszim | 2,40  | Székesfehérvár | 2 lipca 2018(dts)         |
| Listy światowe                      | Danił Łysienko     | 2,40  | Monako         | 20 lipca 2018(dts)        |
| Rekord pucharu interkontynentalnego | Javier Sotomayor   | 2,40  | Londyn         | 11 września 1994(dts)     |
| Rekord Afryki                       | Jacques Freitag    | 2,38  | Oudtshoorn     | 5 marca 2005(dts)         |
| Rekord Ameryki Południowej          | Gilmar Mayo        | 2,33  | Pereira        | 17 października 1994(dts) |
| Rekord Ameryki Północnej            | Javier Sotomayor   | 2,45  | Salamanka      | 27 lipca 1993(dts)        |
| Rekord Australii i Oceanii          | Tim Forsyth        | 2,36  | Melbourne      | 2 marca 1997(dts)         |
| Rekord Australii i Oceanii          | Brandon Starc      | 2,36  | Eberstadt      | 26 sierpnia 2018(dts)     |
| Rekord Azji                         | Mutazz Isa Barszim | 2,43  | Bruksela       | 5 września 2014(dts)      |
| Rekord Europy                       | Patrik Sjöberg     | 2,42  | Sztokholm      | 30 czerwca 1987(dts)      |
| Rekord Europy                       | Bohdan Bondarenko  | 2,42  | Nowy Jork      | 14 czerwca 2014(dts)      |

## Rezultaty
Źródło: worldathletics.org.
| Pozycja | Zawodnik             | Drużyna        | 2,10 | 2,15 | 2,20 | 2,24 | 2,27 | 2,30 | 2,32 | 2,34 | Rezultat | Punkty | Uwagi |
| ------- | -------------------- | -------------- | ---- | ---- | ---- | ---- | ---- | ---- | ---- | ---- | -------- | ------ | ----- |
| 1.      | Donald Thomas        | Ameryka        | o    | o    | o    | o    | o    | xxo  | xx–  | x    | 2,30     | 8      |       |
| 2.      | Brandon Starc        | Azja i Oceania | –    | o    | o    | o    | xo   | xxo  | xxx  |      | 2,30     | 7      |       |
| 3.      | Maksim Niedasiekau   | Europa         | –    | o    | o    | xo   | o    | xxx  |      |      | 2,27     | 6      |       |
| 4.      | Majed El Dein Ghazal | Azja i Oceania | –    | xo   | o    | o    | xxx  |      |      |      | 2,24     | 5      |       |
| 5.      | Ilja Iwaniuk         | Europa         | o    | xo   | xo   | xxo  | –    | xxx  |      |      | 2,24     | 4      |       |
| 6.      | Bryan McBride        | Ameryka        | –    | o    | o    | xxx  |      |      |      |      | 2,20     | 3      |       |
| 7.      | Chris Moleya         | Afryka         | xo   | o    | xxx  |      |      |      |      |      | 2,15     | 2      |       |
| 8.      | Mathew Sawe          | Afryka         | –    | xxo  | xxx  |      |      |      |      |      | 2,15     | 1      |       |

## Klasyfikacja drużynowa
Źródło:
| Miejsce | Drużyna        | Punkty indywidualne | Punkty drużynowe        |
| ------- | -------------- | ------------------- | ----------------------- |
| 1.      | Azja i Oceania | 12                  | 16 (wykorzystany joker) |
| 2.      | Ameryka        | 11                  | 6                       |
| 3.      | Europa         | 10                  | 4                       |
| 4.      | Afryka         | 3                   | 2                       |